# David James Elliott
Pour les articles homonymes, voir Elliott et DJE.
David James Elliott, de son vrai nom David William Smith, surnommé (DJE), est un acteur, réalisateur et producteur canadien né le 21 septembre 1960 à Milton.

## Biographie
David James Elliott, de son vrai nom David William Smith, est né le 21 septembre 1960 à Milton (une petite ville de la banlieue de Toronto) en Ontario, au Canada. Il est le second de trois enfants. Avant de vivre au Canada, la famille Smith habitait les Bahamas. 
Adolescent, DJE s'intéressait à la musique et au rock'n roll. Il est d'ailleurs, pendant un certain temps, leader d'un groupe et quitte le lycée pour y consacrer tout son temps. David et son groupe partent à la conquête de Toronto, la capitale de l'Ontario, en jouant dans les bals ou pour de maigres cachets dans des pensions. Le groupe change plusieurs fois de nom, pour finalement se dissoudre. 
DJE abandonne la musique et rentre à Milton terminer le lycée. Il n'a que 19 ans. Sa classe d'histoire du théâtre étudie Le Roi Lear où il joue le rôle de Lear ; son professeur, impressionné par sa prestation l'encourage à persévérer dans la voie d'acteur pour en faire sa carrière. C'est alors que son frère lui parle du Ryerson Polytechnic Institute, à Toronto, qui possède le meilleur cours de comédie du Canada. Il décide alors d'auditionner pour cette école. DJE sort premier de sa promotion de Ryerson, et auditionne pour le Festival de Stratford à Stratford (Ontario).
Il y reste deux ans comme membre de la troupe junior et remporte le Jean Chalmers Award dans la catégorie meilleur espoir. 
Après Stratford (Ontario), il joue dans un petit film où il est remarqué par l'un des producteurs de Street Legal (en), un soap opera de la chaîne CBS mettant en scène des avocats. DJE est choisi pour jouer le rôle d'un policier de Toronto : Nick Holgado. 
En 1990, Elliott tente sa chance à Hollywood sans succès du fait de sa jeunesse. Il fait plusieurs apparitions en tant qu'artiste invité dans plusieurs séries télé. 
En 1992, il épouse l'actrice Nanci Chambers (elle apparaît dans la 5e saison de JAG dans le rôle du lieutenant Singer) en lui promettant de se remarier une deuxième fois lorsqu'ils en auraient les moyens. La même année, il obtient l'un des deux rôles principaux de la série Le Retour des Incorruptibles. Ce rôle leur a apporté suffisamment d'argent pour leur permettre d'agrandir leur famille : leur fille Stéphanie est née en 1993. Le 3 mars 2003, le couple a un petit garçon, Wyatt.
Après cette série, David fait à nouveau une série d'apparitions dans plusieurs grandes séries : Seinfeld, Melrose Place, Côte Ouest.
Il auditionne ensuite avec succès pour le rôle du capitaine Harmon Rabb Jr. dans JAG. Le 26 juin 1999, David offre à Nanci le mariage qu'il lui avait promis sept ans plus tôt.

## Filmographie

### Comme acteur
- 1986 : Police Academy 3 : Instructeurs de choc (Police Academy 3: Back in Training) : L'élève officier Baxter
- 1987 : Night Friend : Le chauffeur de taxi
- 1991 : Her Wicked Ways (TV) : Andrew
- 1991 : Attachez vos ceintures (Fly by Night) (TV) : Mack Sheppard (1991)
- 1993-1994 : Le Retour des Incorruptibles (The Untouchables) (TV) : Agent Paul Robbins
- 1994 : Golden Gate (TV) : Tony Gennera
- 1995 : Big Dreams & Broken Hearts: The Dottie West Story (TV) : Byron Metcalf
- 1995-2005 : JAG (TV) : Le lieutenant Harmon Rabb, Jr. (puis capitaine de corvette, capitaine de frégate et enfin capitaine de vaisseau)
- 1995 : Au bénéfice du doute (Degree of Guilt) (TV) : Christopher « Chris » Paget
- 1996 : Un Noël inoubliable (Holiday Affair) (TV) : Steve Mason
- 1997 : Clockwatchers de Jill Sprecher : MacNamee
- 2000 : Stanley's Gig : L'employé du magasin de disque
- 2001 : Les Enjeux d'un père (Dodson's Journey) (TV) : James Dodson
- 2001 : Amours sous thérapie (The Shrink Is In), de Richard Benjamin : Michael
- 2003 : Le Tueur du vol 816 (Code 11-14) (TV) : L'inspecteur Kurt Novak
- 2005 : The Man Who Lost Himself (TV) : Terry Evanshen
- 2006 : Close to Home (TV) : James Conlon
- 2006 : Médium  (Médium) (série TV) : Johnny Dunham (saison 2 Épisode 22 titre vf : La cicatrice du passé)
- 2008 : The Guard : Police maritime  (The Guard) (TV) : David Renwald
- 2008 : Impact (TV) : Alex Kittner
- 2009 : La Tempête du siècle (The Storm) (TV) : Le général Wilson Braxton
- 2009 : La prophétie de l'oracle (téléfilm) (Knights of Bloodsteel) (TV) : John Serragoth
- 2009 : Gooby (Gooby): Jack Dandridge
- 2010 : La Tribu arc-en-ciel (The Rainbow Tribe): Morgan/Chef
- 2010 : Terror Trap (Terror Trap) (Téléfilm) : Don
- 2010 : Le Cœur de la famille (Dad's Home) (TV) : Ben Westman
- 2010 : Scoundrels (TV) : Wolf
- 2010 : Intime conviction (Confined) (TV) : Michael Peyton
- 2011 : Les Experts : Manhattan (CSI: NY) (TV) : L'agent du FBI Russ Josephson (saison 7, épisode 11)
- 2011 : Truth Be Told : Mark Crane
- 2011 : GCB (TV) : Ripp Cockburn
- 2012 : Rufus (TV) : Hugh Wade
- 2012 : Another Stateside (TV) : Frank Stephens
- 2013 : Explosion Solaire (TV) : Don Wincroft
- 2014 : Mad Men : Dave Wooster (saison 7)
- 2015 : Dalton Trumbo (Trumbo) de Jay Roach : John Wayne
- 2015 : Scorpion : Agent Secret Bruce
- 2017 : Mom : Tout n'est pas perdu : Joe (saison 4, épisode 13)
- 2018 - 2019 : Impulse : Bill Boone
- 2018 : Believe Me : Enlevée par un tueur (Believe Me: The Abduction of Lisa McVey) de Jim Donovan : l'inspecteur Larry Pinkerton
- 2019 : NCIS : Los Angeles : Capitaine de vaisseau Harmon Rabb, Jr. (saison 10, épisodes 23 et 24 et saison 11, épisodes 1)
- 2020 : Spinning Out : James Davis
- 2021 : Lansky d'Eytan Rockaway : Frank Rivers
- 2021 - en cours : Heels : Tom Spade

### comme réalisateur
- 2001 : JAG (TV) : Mise au point (Lifeline), épisode 22 de la 6e saison
- 2004 : JAG (TV) : Dans la jungle de Panama (Take it like a man), épisode 17 de la 9e saison
- 2004 : JAG (TV) : Une vieille connaissance (There goes the neighbourhood), épisode 8 de la 10e saison

### comme producteur
- 2001 : Les Enjeux d'un père (Dodson's Journey) (TV)

## Distinctions

### Récompenses
2000 - TV Guide Award

### Nominations
2001 - TV Guide Award